# Аллоуэй, Лоуренс
Лоуренс Реджинальд Аллоуэй (англ. Lawrence Reginald Alloway; 17 сентября 1926 , Лондон, Великобритания — 2 января 1990, Нью-Йорк, США) — английский искусствовед и куратор, с 1961 года работавший в Соединённых Штатах Америки. В 1950-х годах был ведущим членом британской художественной группы Independent Group, в 1960-х годах заработал репутацию влиятельного критика и куратора США. Одним из первых использовал термин «массовое популярное искусство» в середине 1950-х годов, а затем термин «поп-арт» в 1960-х годах, чтобы обозначить искусство, имеющее в основе образы популярной культуры и веру в их силу. С 1954 года до своей смерти в 1990 году был женат на художнице Сильвии Слей.

## Ранние годы
Между 1943 и 1947 годами Аллоуэй изучал искусствоведение в Лондонском университете, где познакомился с будущим критиком и куратором Дэвидом Сильвестром. В 1944—1945 годах, в возрасте 17—19 лет, Аллоуэй писал короткие рецензии на книги для лондонской газеты Times.

## Карьера

### Начало карьеры и Independent Group
В 1949 году Аллоуэй начал писать искусствоведческие рецензии для британского периодического издания ArtReview (на тот момент называвшегося Art News and Review), а с 1953 года начал сотрудничать с американским периодическим изданием ARTnews. В Nine Abstract Artists (1954) он рассказал о художниках-конструктивистах, появившихся в Британии после Второй мировой войны: Роберте Адамсе, Терри Фросте, Адриане Хите, Энтони Хилле, Роджере Хилтоне, Кеннете Мартине, Мэри Мартин, Викторе Пассморе и Уильяме Скотте.
Аллоуэя пришёл к теории, что искусство, отражавшее конкретные материалы современной жизни, уступило место интересам СМИ и потребительства. В 1952 году Аллоуэй присоединился к Independent Group и читал лекции по своей теории круговой связи между «низким искусством» популярной культуры и «высоким искусством». С 1955 по 1960 год он работал помощником директора Института современного искусства в Лондоне. Под его руководством прошла выставка Collages and Objects (1954). В 1956 году Аллоуэй принял участие в организации выставки This Is Tomorrow. Обозревая в статье 1958 года экспонаты этой выставки и другие работы, которые видел во время поездки в США, он одним из первых использовал термин «массовое популярное искусство».

### Карьера в США
В 1961 году благодаря своим контактам с американским художником Барнеттом Ньюманом Аллоуэй получил приглашение на должность лектора в Беннингтон-колледже в Вермонте. Вместе с женой, художницей-реалистом Сильвией Слей, он переехал в Беннингтон, но провёл там всего один год, так как был назначен куратором в Музее Соломона Гуггенхайма в Нью-Йорке. Эту должность он занимал до 1966 года. В 1963 году он организовал выставку поп-арта Six Painters and the Object, где были показаны работы Джима Дайна, Джаспера Джонса, Роя Лихтенштейна, Роберта Раушенберга, Джеймса Розенквиста и Энди Уорхола. Аллоуэй был председателем жюри премии Гуггенхайма 1964 года, когда от одной из наград отказался датский художник Асгер Йорн.
В 1966 году Аллоуэй курировал выставку Systemic Painting, на которой демонстрировалась американская геометрическая абстракция в направлениях минимал-арта, фигурного холста и жёстких контуров. В описании выставки, чтобы обозначить тип абстрактного искусства с использованием повторяющихся простых форм, ввёл термин «систематическое искусство». Аллоуэй был горячим сторонником абстрактного экспрессионизма и американского поп-арта, поддерживая таких художников как Рой Лихтенштейн, Клас Олденбург и Энди Уорхол. Он ушёл из Музея Гуггенхайма после того, как Томас Мессер, директор музея, не принял предложение Аллоуэя по составу экспонатов, в основном скульптур, для предстоящей Венецианской биеннале.
В 1966—1967 годах Аллоуэй работал приглашённым профессором в Школе изящных искусств Университета Южного Иллинойса в Карбондейле, где также работали Джон Макхейл и Бакминстер Фуллер.
В 1970-х годах Аллоуэй писал для The Nation и Artforum и читал лекции в Университете штата Нью-Йорк в Стоуни-Брук, где занимал должность профессора искусствоведения. Вместе с критиком Дональдом Куспитом он основал журнал Art Criticism. С появлением феминистского художественного движения Аллоуэй поддерживал работы женщин; он отметил, например, «преобладание 3 к 1» мужчин над женщинами на ежегодной выставке Музея Уитни 1977 года.

### Происхождение термина «поп-арт»
Относительно происхождения термина «поп-арт» Аллоуэй писал: «Термин был придуман мной в Англии как обозначение массовых коммуникаций, особенно визуальных, но не только». В комментарии к эссе Pop Art он также утверждал: «Первое известное мне использование термина в печати: Аллоуэй, Лоуренс. The Arts and the Mass Media (англ.) // Architectural Design. — Лондон, 1958. — February. Идеи поп-арта обсуждали Рейнер Банхэм, Тео Кросби, Фрэнк Корделл, Тони дель Ренцио, Ричард Гамильтон, Найджел Хендерсон, Джон Макхейл, Эдуардо Паолоцци, Элисон и Питер Смитсон, скульптор Уильям Тернбулл и я».
Однако существуют противоречащие этому воспоминания о происхождении термина: по словам сына Джона Макхейла, впервые это слово использовал его отец в разговоре с Фрэнком Корделлом в 1954 году, а затем термин использовался в дискуссиях Independent Group не позднее середины 1955 года. В статье 1958 года Аллоуэй использовал термин «массовое популярное искусство» (англ. mass popular art), а не конкретно «поп-арт».

## Смерть
Аллоуэй страдал от неврологического расстройства и умер от остановки сердца 2 января 1990 года в возрасте 63 лет.